# Lake Tahoe (film)
Lake Tahoe is een Mexicaanse film uit 2008, geschreven en geregisseerd door Fernando Eimbcke. In Mexico is de film ook wel bekend onder de werktitel ¿Te acuerdas de Lake Tahoe? (Herinner je je Lake Tahoe?). Met uitzondering van Héctor Herrera, die een garagehouder speelt, wordt de film volledig door niet-professionele acteurs gespeeld. Lake Tahoe is de tweede lange film van Fernando Eimbcke, die volgens critici door een nominatie bij het Filmfestival van Berlijn heeft laten zien een talentvol regisseur te zijn.

## Verhaal
Het verhaal speelt zich af in Yucatán. De jonge Juan verlaat in woede het huis waar hij met zijn moeder en broertje woont, rijdt met zijn auto tegen een paal en zoekt een manier om de wagen te repareren. Om een garagehouder te overtuigen van zijn probleem moet hij een aantal hindernissen (zoals ontijdig gesloten garages en wantrouwende garagehouders) overwinnen, daarna is hij de rest van de film op zoek naar het onderdeel dat hij volgens een garagehouder nodig heeft. Het verhaal wordt verteld in een absurdistische sfeer. De voorgeschiedenis (de reden waarom er geen vader in het gezin woont en de aanleiding voor de ruzie) wordt tijdens het verhaal duidelijk.

## Rolverdeling
| Acteur              | Personage | Opmerkingen    |
| ------------------- | --------- | -------------- |
| Diego Cataño        | Juan      | hoofdrol       |
| Héctor Herrera      | Don Heber | garagehouder   |
| Daniela Valentine   | Lucia     |                |
| Juan Carlos Lara II | David     |                |
| Yemil Sefani        | Joaquin   | Juans broertje |

## Achtergrond
Fernando Eimbcke maakte de film kort na het overlijden van zijn vader. Omgaan met rouw en verlies speelde in die periode een belangrijke rol in Eimbckes leven. Ook in het leven van de hoofdrol Juan heeft dat thema een prominente plaats. Het motto van de film (de dood bestaat niet als het tegenovergestelde van het leven, maar als een deel ervan) sluit aan bij dit thema. Eimbcke ontleende het aan Norwegian Wood van de Japanse schrijver Haruki Murakami.
Eimbcke maakt in zijn film meer gebruik van beelden dan van dialoog. Doordat hij een voorkeur heeft voor natuurlijk licht draaide hij hoofdzakelijk in de ochtenduren.

## Prijzen en nominaties
De film won 10 prijzen en werd voor 9 andere genomineerd. Een selectie:
| Jaar | Evenement                                   | Categorie                          | Genomineerde                       | Resultaat   |
| ---- | ------------------------------------------- | ---------------------------------- | ---------------------------------- | ----------- |
| 2008 | Internationaal Filmfestival van Guadalajara | Mayahuel voor beste regisseur      | Fernando Eimbcke                   | Gewonnen    |
| 2008 | Filmfestival van Berlijn                    | Zilveren Beer voor beste regisseur | Fernando Eimbcke                   | Gewonnen    |
| 2009 | Premios Ariel (51ste uitreiking)            | Beste film                         | Lake Tahoe                         | Gewonnen    |
| 2009 | Premios Ariel (51ste uitreiking)            | Beste regisseur                    | Fernando Eimbcke                   | Gewonnen    |
| 2009 | Premios Ariel (51ste uitreiking)            | Beste mannelijke bijrol            | Héctor Herrera                     | Gewonnen    |
| 2009 | Premios Ariel (51ste uitreiking)            | Beste vrouwelijke bijrol           | Daniela Valentine                  | Genomineerd |
| 2009 | Premios Ariel (51ste uitreiking)            | Beste origineel scenario           | Fernando Eimbcke, Paula Markovitch | Genomineerd |
| 2009 | Premios Ariel (51ste uitreiking)            | Beste camerawerk                   | Alexis Zabe                        | Genomineerd |
| 2009 | Premios Ariel (51ste uitreiking)            | Beste montage                      | Mariana Rodríguez                  | Genomineerd |